# Suzanne Schmitt
Suzanne Schmitt (Parigi, 18 ottobre 1928 – Suresnes, 27 ottobre 2019) è stata una tennista francese.

## Biografia
Durante la sua carriera giunse in finale al doppio al Roland Garros nel 1954 perdendo contro la coppia composta da Maureen Connolly Brinker e Nell Hall Hopman in tre set (7-5, 4-6, 6-0), la sua compagna nell'occasione era la compatriota Maud Galtier.
Nel singolo nel 1954 giunse al terzo turno alle Internazionali di Francia, arrendendosi all'italiana Silvana Lazzarino in due set (6-1 6-4).